# Las lágrimas de San Pedro (Velázquez)
Las Lágrimas de San Pedro lienzo inédito y desconocido hasta fecha reciente, ha sido una importante aportación a los estudios Velazqueños.
La composición, en la que el Príncipe de los Apóstoles llora su negación de Jesucristo, debió ser un modelo de prototipo muy aprecidado en la Sevilla del primer tercio del XVII, a tenor de las numerosas versiones existentes como la del Museo de Bellas Artes de Sevilla, atribuida a Herrera el Viejo; el San Pedro de la antigua colección de Beruete; el de la colección del Marqués de Villar de Tajo, así como el que conserva la Hermandad de Panaderos.
En este cuadro, el Apóstol, de cuerpo entero, aparece sentado en una roca, con las piernas cruzadas y las manos unidas sobre la rodilla, mientras levanta la cabeza al cielo con los ojos arrasados en lágrimas. Viste túnica azul y manto ocre que descansa sobre la roca. Las llaves aparecen caídas en el suelo, y en el ángulo superior izquierdo se muestra un desolado paisaje envuelto en una luz plateada de madrugada.
Se trata de una obra de altísima calidad, que enlaza con el modo de hacer de Velázquez en su período juvenil, muy cercana a los Músicos de Berlín, la Vieja friendo huevos o el Aguador, cuya técnica y características revelan que es pintura absolutamente original, y no copia o réplica de otra, y con una gran seguridad la primera versión del tema, por detalles de técnica pictórica que así lo ponen de manifiesto, como en los arrepentimientos o en el modo de resolver la espalda del santo en escorzo.